# Francesca Saperas i Miró
Pour les articles homonymes, voir Saperas et Miró.
Francesca Saperas i Miró est une personnalité anarchiste et anarcho-syndicaliste catalane, née le 12 février 1851 à Barcelone et morte dans cette même ville le 21 août 1933.
Détenue célèbre de la prison de Reina Amàlia, dans le quartier du Raval de Barcelone, elle est la mère de la militante révolutionnaire Salut Borràs i Saperas et la grand-mère de l'écrivaine Antònia Fontanillas Borràs.

## Biographie
Ses parents sont Maria Miró, de Montblanc, et Isidre Saperas, tisserand de L'Espluga de Francolí, tous deux originaires de la province de Tarragone.  
Elle épouse Marti Borràs Jover, cordonnier d'Igualada, le 19 octobre 1869.  Ils sont tous deux issus de familles catholiques. Elle a une dizaine d'enfants mais seules 5 filles restent en vie : Salut, Antonieta, Mercè, Maria et Estrella. 
Le couple Saperas-Miró est athée et ne baptise pas ses filles. 

### Débuts anarchistes
Le couple est pauvre et Marti travaille à domicile comme tisserand. La Vila de Gràcia, centre industriel du textile est alors une ville de 34 000 habitants en 1877, dont beaucoup d'ouvriers. La ville, proche de Barcelone, devient un centre du militantisme syndical. Le couple fait partie de la première internationale espagnole. Giuseppe Fanelli se rend à Barcelone et Madrid entre 1868 et 1869 impulsant la naissance des premières sections ouvrières de l'Alliance International du Travail et l'Alliance de la démocratie socialiste. Le couple adhère à ces mouvements d'essence anarchiste. 
En 1885, elle dénonce, dans une pétition signée par 28 ouvrières, les violences policières causant la fausse couche d'une jeune femme dont le domicile est perquisitionné à Madrid. Les forces de l'ordre visent le compagnon de cette jeune femme, Victoriano Matinez éditeur de Bandera Social. 
Francesca et Marti adhèrent aux thèses des communistes anarchistes, qui s'opposent alors au courant collectiviste de la Fédération des travailleurs de la région espagnole (FRTE). Francesca et Martin dénoncent la centralisation et le manque d'autonomie des sections de la FRTE. Ils lisent Le Révolté et le Forçat du Travail. Ils publient deux journaux eux-mêmes La Justicia Humana et Tierra y Libertad. Ils y affirment leur position de communistes anarchistes et illégalistes. Ils défendent une organisation ouvrière par groupes informels sans structures, émanant de quartiers mais aussi de la famille. En conséquence, Francesca Saperas ouvre son foyer aux fugitifs sans moyens, ce qui lui vaut le surnom de "mère des anarchistes" selon la ministre Federica Montseny. 

### Arrestation et suicide de Marti Borràs
À la suite de l'explosion de la bombe de Paulino Pallás (es) le 24 septembre 1893 visant le défilé militaire d'Arsenio Martinez Campos, Marti Borràs est arrêté le 25 septembre. Pallas est exécuté le 29 septembre. Bien que Marti Borras soit blanchi de toute inculpation dans l'attentat du 24 septembre 1893, il est mis en cause dans l'explosion du théâtre de Liceu, qui survient le 7 novembre 1893 alors qu'il est emprisonné. Il se suicide alors en mai 1894 en avalant du soufre.

### Conséquences de l'attentat de la rue Canvis Nous
Trois ans après la mort de Martin, Francesca Saperas se lie alors avec Thomas Ascheri, qui a déserté l'armée française, également anarchiste. Il travaille aux côtés de Michele Angiolillo à la revue Ciencia Social.
Le 7 juin 1896 un attentat à la bombe est commis rue Canvis Nou pendant une procession religieuse. 400 arrestations ont lieu, parmi lesquelles 15 de femmes compagnes d'anarchistes. La célèbre Teresa Claramunt est elle aussi arrêtée. Thomas Ascher, Francesca et sa fille, ses gendres Lluis Màs et Juan Botista Ollé sont arrêtés, et Thomas et Lluis sont fusillés le 4 mai 1897 malgré le manque de preuves de leur implication dans l'attentat.
Francesca et sa fille Salut sont incarcérées dans la prison de Reina Amàlia, dans le quartier du Raval de Barcelone. Les hommes, ainsi que Teresa Claramunt, sont à Montjuic, où ils subissent des tortures qui rendent Luis Màs fou. Antonieta, compagne de Juan Botista Ollé part vivre avec ses sœurs (les trois plus jeunes filles de Francesca : Maria, Mercè et Estrella), mais faute de moyens, elles sont contraintes de céder leur logement. Elles vivent dans une pauvreté qui finit par émouvoir l'opinion publique, et Maria et Mercè sont placées dans un foyer, tandis qu'Estrella reste avec Antonieta.
Dans la prison Reina Amalia, tenue par des religieuses, Salut accouche d'un bébé qu'elle n'a pas la force de nourrir, et qui lui est enlevé quand elle le donne à une autre femme, Assumpcio Valvé pour l'allaiter. Le bébé d'Assumpcio lui est également enlevé. ensuite, on oblige Francesca et Salut à se marier religieusement avec leurs compagnons le 3 mai 1897, juste avant de les exécuter.
Francesca et Salut sont condamnées à être exilées sans avoir été jugées et conduites à la frontière. Elles s'installent à Marseille. Les autorités barcelonaises, invoquant leur inconduite, refusent de leur rendre leurs enfants.